# Mariano H. Alfonzo
Mariano H. Alfonzo es una localidad del partido de Pergamino, provincia de Buenos Aires, República Argentina. Su acceso se ubica sobre el km 248 de la Ruta Nacional 8, a medio camino entre las ciudades de Pergamino y Colón.

## Historia
Como en todos los otros pueblos del partido de Pergamino, fue una empresa ferroviaria y la habilitación de una estación, las que dieron origen a este centro poblado. Las tierras, por entonces de Mariano H. Alfonzo, hicieron que se nominara con su apellido a la estación, la que quedó habilitada al servicio público junto con la línea de Pergamino a Colón el 1° de diciembre de 1897. No obstante, pocos meses después Mariano H. Alfonzo, vendió sus tierras para ausentarse definitivamente del lugar.
El 2 de octubre de 1897 el gobierno de la provincia de Buenos Aires, designa con el nombre de “Alfonso” a la estación ubicada en el kilómetro 21,500 de la línea de Pergamino a Colón (distancia desde el ramal de Pergamino a Junín, y 27 km partiendo desde la estación Pergamino). El 23 de febrero de 1945 otro decreto del gobierno provincial le asigna a la estación el nombre de “Mariano H. Alfonzo” nombrado así en memoria de Don Mariano H. Alfonzo, quien pertenecía a una de las más antiguas familias de la región de Pergamino. Mariano H. Alfonzo fue también diputado por la región ya mencionada. En su actuación en Buenos Aires fue socio fundador del Jockey Club y tesorero de esa institución durante sus primeros diez años.
Mariano Hermenegildo Alfonzo había nacido en Buenos Aires el 13 de abril de 1848. Contador público, tuvo una destacada actuación pública en Buenos Aires donde fue socio fundador del Jockey Club, integrando en varias ocasiones su comisión directiva. Tuvo activa participación en la formación de la Unión Cívica Radical siendo dirigente en la provincia de Buenos Aires. Diputado provincial entre 1885 y 1888. Falleció en Buenos Aires el 1° de diciembre de 1913.

## Población
Cuenta con 993 habitantes (Indec, 2010), lo que representa un incremento del 6,9% frente a los 929 habitantes (Indec, 2001) del censo anterior.
| Gráfica de evolución demográfica de Mariano H. Alfonzo entre 1991 y 2010 |
|                                                                          |
| Fuente: Censos nacionales del INDEC                                      |

## Ferrocarril
Mariano H. Alfonzo - Ramal: ( Pergamino - San Urbano).

## Economía
El pueblo vive principalmente de la agricultura que se especializa en la soja aunque también de la producción y venta de bovinos y porcinos siendo estos última de gran popularidad en la zona, la sede económica más grande de Alfonzo es la llamada "cooperativa", la cual también es el único supermercado de la zona y es la que controla la exportación de los granos bajo las órdenes de una comisión.

## Servicios
El pueblo consta de todos los servicios básicos como agua potable, luz y una escuela en buen estado, también recientemente de gas natural (Cañerías), aun así no posee otros servicios importantes como un hospital o estación de bomberos, sólo consta de una sala de primeros auxilios, una farmacia bien provista y una pequeña fuerza policial, pero con apoyo de la policía de Pergamino (ciudad cercana). El pueblo contaba anteriormente de su estación de tren que también se encargaba del correo pero actualmente ya no se usa más para ese fin y hoy funciona como centro cultural del pueblo contando de una biblioteca y un salón de arte donde se exhiben pinturas del pueblo o de afuera de este.

## Instituciones y sociedad
La escuela N.º 7 está en el lugar con los primeros vecinos, antes del trazado oficial del pueblo, realizado por Reynaldo Standke en 1910. Desde 1964 cumple funciones educativas también el Instituto Mariano Moreno, el que además de formar en el nivel secundario brinda la posibilidad de obtener el título de Tecnicatura Agropecuaria luego de completar el secundario. La escuelal es también responsable de la radio local creada por un proyecto de la Agrotécnica (extensión de la escuela con materias agrónomas), de la cual desde su inauguración el 19 de noviembre de 2005; está a cargo del locutor nacional Tomás Sarjanovic.
La biblioteca popular José Hernández surge como una tarea de extensión del Instituto el 22 de abril de 1967, luego convertida en filial N.º 5 de la biblioteca municipal Dr. Joaquín Menéndez. El jardín de infantes N.º 914 Sara Chamberlain de Eccleston comenzó a funcionar el 27 de junio de 1983 en parte de la casa propiedad de Elena Del Piano, siendo inaugurado su local propio del 27 de abril de 1991. 
El Club Argentino Social y Deportivo funciona en la localidad desde 1925, luego de que un grupo de jóvenes viera la necesidad de contar con un espacio adecuado donde reunirse para la práctica del deporte y el esparcimiento. A la hora de la práctica deportiva seguramente se hará uso del polideportivo, donde es posible practicar casi todos los deportes o disfrutar de la pileta y el quincho. 
La vieja estación que diera nombre al pueblo, se ha convertido en un moderno y vital Centro Cultural que ofrece las alternativas de actividades sociales y culturales para toda la población. El centro de jubilados local que abrió sus puertas el 15 de octubre de 1990 ofrece la posibilidad de vincular a los abuelos mayores en actividades, proyectos y alternativas de entretenimiento propias de su edad.